# Bernarda Fink
Bernarda Fink (Buenos Aires, 29 agosto 1955) è un mezzosoprano argentina.

## Biografia
Figlia di genitori sloveni emigrati in Argentina, Bernarda Fink studiò all'Istituto Superior de Arte del Teatro Colón di Buenos Aires. 
Vinse nel 1985 il primo premio al concorso Nuevas Voces Líricas e in seguito si recò in Europa. 
Nel 2004 vince il Grand Prix du Disque for Vocal Soloist con arie di Antonín Dvořák. 
Attualmente vive in Carinzia, nell'Austria meridionale, ed è sposata con l'Alto rappresentante per la Bosnia ed Erzegovina, Valentin Inzko.
Al Grand Théâtre di Ginevra tiene un concerto con Martha Argerich nel 1987 ed un recital nel 2004.
Nel 1988 è Emma in Zelmira di Rossini con Cecilia Gasdia e William Matteuzzi diretta da Claudio Scimone per il Teatro La Fenice di Venezia.
Al Festival di Salisburgo nel 1990 canta nella ripresa nell'Erzabteikirche St. Peter della Messa in Do minore K 427 di Wolfgang Amadeus Mozart, nel 1993 Il nascimento de l'Aurora di Tommaso Albinoni con Bernadette Manca di Nissa ed i I Solisti Veneti diretta da Scimone, nel 1994 The Cook in Le rossignol, nel 1998 Missa in tempore belli di Joseph Haydn con Piotr Beczała diretta da Trevor Pinnock, nel 1999 canta nel Messiah con Sylvia McNair ed i Wiener Philharmoniker, nel 2008 tre arie di Mozart e nel 2009 Irene in Teodora (Händel).
Nel 1996 canta Les nuits d'été di Hector Berlioz al Sydney Opera House.
Nel 2005 ha ricevuto la Medaglia per le scienze e per le arti (Austria).
Nel 2012 ha tenuto un concerto al Händel-Festspiele di Halle (Saale) in Germania.
Nel 2015 canta Das Paradies und die Peri di Robert Schumann diretta da Simon Rattle con la London Symphony Orchestra al Barbican Centre di Londra dove nel 2016 è Genevieve in Pelléas et Mélisande (opera) diretta da Rattle con Magdalena Kožená.
Bernarda Fink ha cantato con importanti orchestre, tra le quali le Filarmoniche di Vienna e Londra, Gewandhaus Leipzig, Radio-France Philharmonic, Orchestre National de France, Akademie für Alte Musik Berlin, English Baroque Players, I Solisti Veneti, les Musiciens du Louvre e Musica Antiqua Köln e si è esibita sotto la bacchetta di direttori come René Jacobs, Philippe Herreweghe, John Eliot Gardiner, Nikolaus Harnoncourt, Trevor Pinnock, Neville Marriner, Marc Minkowski, Roger Norrington, Mariss Jansons, Valery Gergiev, Colin Davis e Riccardo Muti.
Si è inoltre esibita nei teatri d'opera di Ginevra, Praga, Montpellier, Salisburgo, Barcellona, Rennes, Buenos Aires, Amsterdam e ha cantato a Salisburgo, Vienna, Praga, Tokyo, Montreux, BBC Proms, così come al Théâtre des Champs Elysées, Carnegie Hall, Concertgebouw Amsterdam e Vienna Konzerthaus.
La Fink ha registrato per Harmonia Mundi, Hyperion Records, Decca e L'Oiseau-Lyre.

## Discografia parziale
- Dvorák: Zigeunerlieder - Kühmeier/Fink/Berner, 2012 Harmonia Mundi
- Handel: Messiah - Röschmann/Gritton/Fink/Daniels/Davies/McCreesh/Gabrieli Consort & Players, 2011 Archiv Produktion (Deutsche Grammophon)
- Beethoven, Brahms, Chopin, Hummel, Schubert, Schumann: Romantic - Fink/Engerer/Les Musiciens/Güra/Herreweghe, 2011 Harmonia Mundi
- Mahler: Symphony n.3 - Fink/Jansons/Royal Concertgebouw Orchestra, 2011 Rco
- Slovenija!, Songs and duets from - Bernarda & Marcos Fink/Spiri, 2011 Harmonia Mundi
- Pergolesi: Stabat Mater - Prohaska/Fink/Forck/Akademie für Alte Musik Berlin, 2011 Harmonia Mundi
- Rameau: Hippolyte et Aricie - Fouchécourt/Gens/Fink/Massis/Delunsch/Minkowski, 2011 Archiv Produktion (Deutsche Grammophon)
- Monteverdi: Il ritorno d'Ulisse in patria - Pregardien/Fink/Hunt/Visse/Jacobs/Concerto Vocale, 2010 Harmonia Mundi
- Monteverdi: L'Orfeo - Dale/Larmore/Fink/Scholl/Jacobs/Concerto Vocale, 2010 Harmonia Mundi
- Mahler: Symphony n.2 - Merbeth/Fink/Jansons/Royal Concertgebouw Orchestra, 2010 Rco
- Schumann: Lieder, Maria Stuart Songs op.135 - Fink/Spiri, 2009 Harmonia Mundi
- Mozart: Idomeneo - Croft/Fink/Im/Pendatchanska/Tarver/Jacobs/Freiburger Barockorchester, 2009 Harmonia Mundi
- Haydn: Symphonies n.91 & n.92, Scena di Berenice - Fink/Jacobs/Freiburger Barockorchester, 2009 Harmonia Mundi
- Ferrandini, Vivaldi, Monteverdi, Conti: Il pianto di Maria (The Virgin's Lament) - Fink/Antonini/Il Giardino Armonico, 2008 L'Oiseau-Lyre
- Schumann: L'Amour et la Vie d'une femme - Fink/Vignoles, 2008 Harmonia Mundi
- Mozart: Così fan tutte - Gens/Fink/Gura/Spagnoli/Boone/Jacobs/Concerto Köln, 2007 Harmonia Mundi
- Mozart: La clemenza di Tito - Padmore/Pendatchanka/Fink/Chappuis/Im/Jacobs/Freiburger Barockorchester, 2006 Harmonia Mundi
- Canciones amatorias - Fink/Vignoles, 2002 Hyperion
- Handel: Rinaldo - Hogwood/Bartoli/Daniels/Fink, 1999 Decca
- Wolf: Eichendorff Lieder - Genz/Fink/Vignoles, 1998 Hyperion

## DVD parziale
- Monteverdi: L'Orfeo (DNO, 1997), Opus Arte/Naxos